# Cerdanyola Club d'Hoquei
Il Cerdanyola Club d'Hoquei è un club di hockey su pista avente sede a Cerdanyola del Vallès in Spagna.